# Accord de libre-échange entre le Canada et le Panama
L'accord de libre-échange entre le Canada et le Panama (ALECPA) est un accord de libre-échange signé le 11 août 2009 et entré en vigueur 1er avril 2013. Les négociations pour cet accord ont elles démarré en octobre 2008. L'accord remplace et élargit un précédent accord sur la protection des investissements étrangers. Il est réalisé en parallèle d'un accord sur le travail et sur l'environnement.
L'accord supprime les droits de douane à terme sur la quasi-totalité des marchandises échangées entre les deux nations, en dehors de certaines denrées agricoles,. 

## Modalités de l'entente
L'accord élimine les droits de douane panaméens sur 90 % des marchandises en provenance du Canada. Les 10 % restants seront éliminés au cours des 10 prochaines années. Le Canada va supprimer 99 % de ses droits de douane sur les marchandises en provenance du Panama mais maintiendra les droits de douane sur certaines importations de sucre, la volaille, les œufs et les produits laitiers. Le Panama mettra fin à son embargo sur le bœuf en provenance du Canada qui a été instauré après que des cas de la maladie de la vache folle se soient déclarés au Canada en 2003. 

## Historique
En 1998, le Panama et le Canada signèrent l'Accord sur la promotion et la protection des investissements étrangers (APIE). Cet accord porte sur les droits et obligations des investissements étrangers directs entre les deux pays. En 2006, les investissements des entreprises canadiennes au Panama étaient de 111 millions $. 
En 2008, le commerce bilatéral de marchandises entre le Canada et le Panama  totalisait 149,1 millions $. Les échanges commerciaux entre les deux pays ont augmenté cette année-là de 48 pour cent par rapport à 2007. Sur le total de ces échanges, les importations canadiennes se sont élevées à 127 900 000 $ tandis que les importations panaméennes s'établissaient à 21,2 millions $. 
Le 14 mai 2010, le ministre du Commerce international du Canada, Peter Van Loan , ainsi que le ministre du Commerce et d'Industrie du Panama, Roberto Henríquez, signèrent l'Accord Canada-Panama de libre-échange (ALE), ainsi que des accords parallèles sur la coopération du travail et de l'environnement.
Le 11 juin, 2012, un projet de loi pour mettre en œuvre le commerce, l'environnement et les accords de main-d'œuvre  a été présenté au parlement canadien avec le projet de loi C-24. 